# ويليام هايغ
ويليام هايغ (6 أبريل 1921 في المملكة المتحدة - 21 أغسطس 1967 في نيوزيلندا) (بالإنجليزية: William Haig)‏ هو لاعب كريكت نيوزلندي.

## وصلات خارجية
- ويليام هايغ على موقع إي آس بي آن كريك إنفو (الإنجليزية)